# Sunday Oliseh
Sunday Ogorchukwu Oliseh (sinh ngày 14 tháng 4 năm 1974 tại Abavo, Delta State) là một cựu cầu thủ bóng đá người Nigeria chơi vị trí tiền vệ.

## Sự nghiệp cầu thủ
Thiên về thể lực, kỹ thuật vị trí tiền vệ trung tâm, Oliseh chơi cho các câu lạc bộ Ajax Amsterdam, Borussia Dortmund (2 giai đoạn) và Juventus
Oliseh đã thi đấu 63 trận đấu quốc tế và ghi 4 bàn cho Nigeria, và đã tham gia thi đấu ở 1994 và 1998. Oliseh cũng tham gia cùng đội tuyển Olympic Nigeria tại 1996 và đoạt huy chương vàng.
Anh đã ghi bàn thắng quyết định trong trận đấu ở vòng bảng vào lưới Tây Ban Nha tại World Cup 98, giúp Nigeria thắng 3-2.

## Đời tư
Hai em trai là Azubuike và Egutu, cũng tham gia bóng đá chuyên nghiệp.